# Assuero Gomes

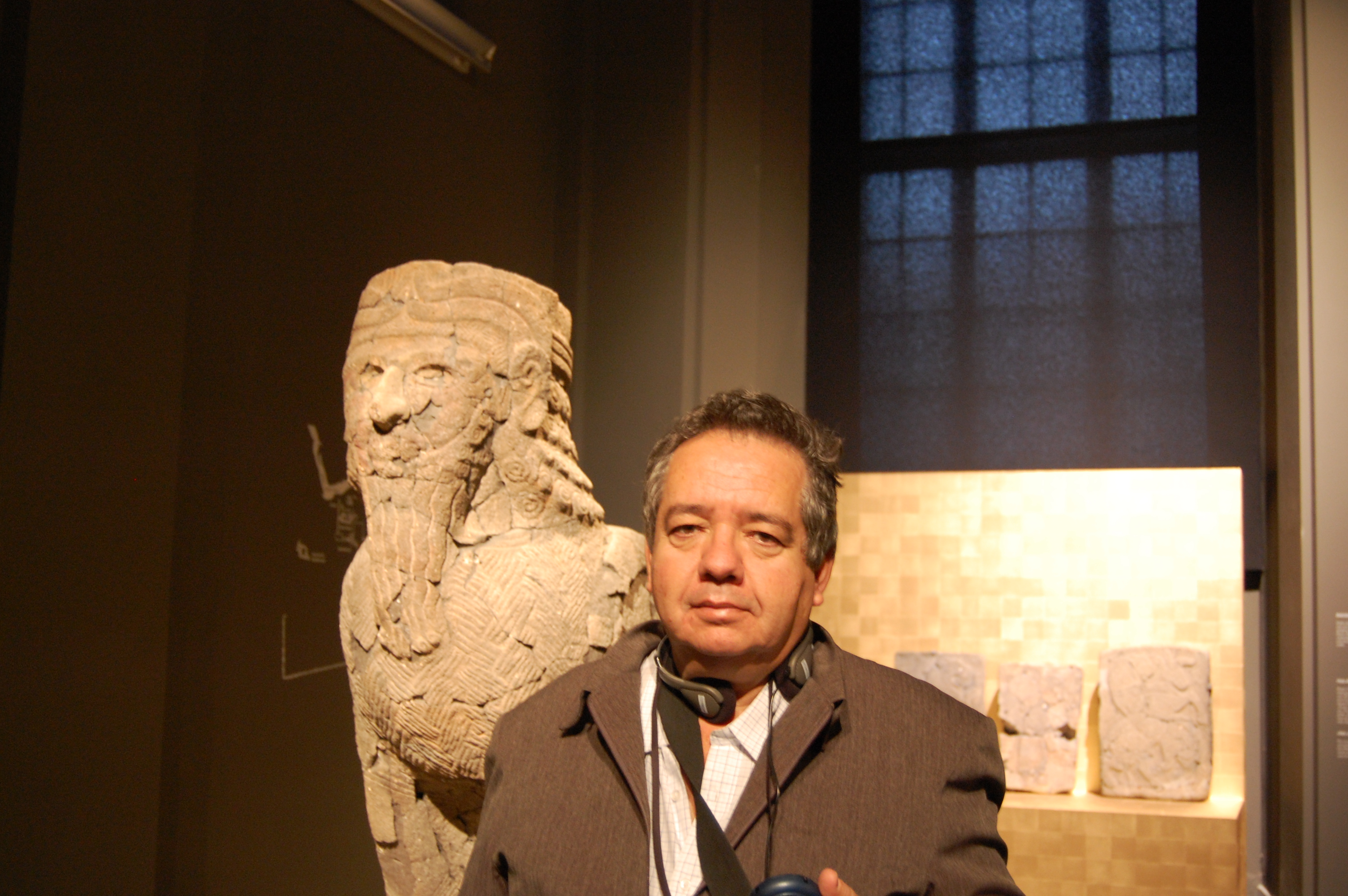
Assuero Gomes no Museu de Pérgamo, Berlim 2011.

Assuero Gomes da Silva Filho, mais conhecido como Assuero Gomes, (Recife, Brasil, 1 de outubro de 1955 - Recife, Brasil, 25 de dezembro de 2020) foi um médico, escritor, pintor e filantropo. Escreveu seis livros durante sua carreira literária, inúmeros quadros e painéis como o "Mural Tributo a Gaudí"(2010); feito de cerâmica e pedaços de azulejos antigos e “Caminhos da Andaluzia para Maimônides” (2017).

## Biografia
Assuero Gomes nasceu no Recife, no dia 1 de Outubro de 1955. Pintor autodidata, em 1977 lança a sua primeira exposição de pintura no Museu do Estado de Pernambuco. Em 1980 Assuero formou-se em Medicina na UFPE, especializando-se em Pediatria e Neonatologia.
Como grande admirador e seguidor das palavras de Dom Helder Camara, criou o Jornal Igreja Nova que teve a sua primeira edição lançada em Agosto de 1991. O jornal publicava notícias sobre a Arquidiocese de Olinda e Recife e contestava a visão conservadora do arcebispo da época: Dom José Cardoso Sobrinho. O Jornal Igreja Nova foi transformado no Grupo de Leigos Católicos Igreja Nova e tinha a Teologia da Libertação como filosofia.
Além de exercer a medicina, ilustrar e escrever para o Jornal Igreja Nova, Assuero também encontrou tempo para a literatura e em 1993 lança a sua primeira obra literária “Partindo de Emaús”. Além de “Partindo de Emaús”, escreveu mais cinco obras literárias e uma não-literária.
No ano de 1997 idealiza e cria, através do Grupo Igreja Nova, A 1º Jornada Teológica Dom Helder Camara que teve vários palestrantes e eventos culturais. Foram várias edições desta Jornada inspirada em Dom Helder Camara.
Em 2003 funda O Dom da Partilha, um restaurante sem fins lucrativos que cobrava o valor simbólico de R$1 Real por uma refeição completa. O valor era simbólico e quem não pudesse pagar recebia a refeição gratuitamente. Cada refeição vinha acompanhada de um poema de Dom Helder. Também ofereciam outros serviços gratuitos e sazonais como corte de cabelo.
Sete anos mais tarde, Assuero Gomes passou a se dedicar mais à Medicina e ocupou cargos administrativos na UNIMED Recife, SICREDI, SIMEPE e CREMEPE.
Foi no SIMEPE que Assuero criou as suas duas maiores obras em termos de dimensão. A primeira foi o mural “Tributo a Gaudi” que tem 60 metros de largura e foi todo construído com azulejos antigos e cerâmicas partidas, e a segunda, “Caminhos da Andaluzia para Maimônides” (2017), é inspirada na arte hispano-muçulmana.

## Obras literárias
- “Partindo de Emaús” (1993)
- “Réquiem para um bispo” (1997)
- “O Profeta e a Serpente” (1998)
- “O Farol de Solidão” (2001)
- “As Sombras do Mosteiro” (2008)
- “Minhas Memórias da Igreja de Olinda e Recife” (2019)

## Obras não-literárias
- “Infância Cidadã - Compromisso Com a Esperança” (2011) - Escrita em parceria com Aníbal Gaudêncio